# Фредерік Ештон
Фредерік Ештон (англ. Sir Frederick William Mallandaine Ashton, 17 вересня 1904, Ґуаякіль — 18 жовтня 1988, Суффолк) — англійський балетмейстер, очолював трупу Королівського балету в Лондоні у 1963–1970 роках. Був одним з ведучих західноєвропейських хореографів.

## Особисте життя
У 1936—1937 роках, попри свою гомосексуальність, Ештон мав роман з американською спадкоємицею та світською левицею Алісою фон Гофмансталь. Після закінчення роману її кохання до нього продовжувалося. Згодом вона двічі вийшла заміж, обидва рази за англійців-геїв.

## Твори
До основних робіт належать:
- «Рандеву» (1933) (для Марі Рамбер)
- «Попелюшка» (1948)
- «Ундіна» (1958)
- «Маргарита й Арманд» (1963)
- «Місяць у селі» (1976).